# Edgar Chandler

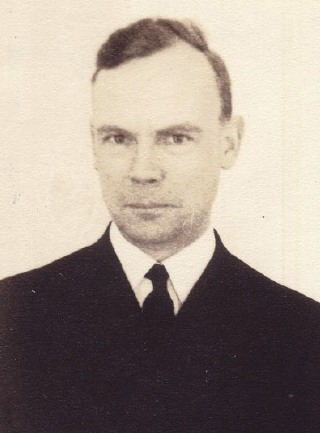
Edgar Chandler ca. 1930

Edgar Hugh Storer Chandler (* 17. August 1904 in Providence, Rhode Island; † 7. Mai 1988 in Concord, New Hampshire) war ein amerikanischer kongregationalistischer Geistlicher, Militärpfarrer und Aktivist in der Bürgerrechtsbewegung, der mit Martin Luther King und anderen zusammenarbeitete.

## Leben

### Schulzeit und Studium
Edgar Chandler wurde am 17. August 1904 in Providence, Rhode Island geboren und wuchs er in Nahant, Massachusetts auf. Sein Vater Henry J. Chandler, war Ingenieur bei General Electric in Lynn, Massachusetts und wurde später kongregationalistischer Geistlicher. Chandler schloss sein Studium an der Boston University ab, wo er seine zukünftige Frau Ruth Doggett kennenlernte. Im Jahr 1928 heirateten sie. Nach seinem Abschluss in Theologie an der Andover-Newton Theological Seminary School wurde er Pfarrer der Zentralen Kongregationskirche in Jamaica Plain, einem Stadtteil von Boston.

### Zweiter Weltkrieg und Engagement in der Flüchtlingshilfe
Nach dem Ausbruch des Zweiten Weltkrieges wurde er in die Navy aufgenommen, wo er als Pfarrer diente und bis zum Rang eines Commander aufstieg. Er wurde zum Hauptkaplan der Siebten Flotte, die in Europa aktiv war. Er war hauptsächlich in England stationiert. Von 1949 bis 1960 leitete Chandler den Flüchtlingsdienst des Ökumenischen Rates der Kirchen in Genf und beaufsichtigte die Umsiedlung von Flüchtlingen. Als Anerkennung für seine Verdienste wurde er von den Niederlanden mit dem Ritterschlag (Ritter des Ordens von Oranien-Nassau) belohnt. Weitere Ehrungen bekam er von Deutschland und Griechenland. Dazu wurde er Honorary Member des Order of the British Empire.

### Aktivist in der Bürgerrechtsbewegung
Während der 1960er Jahre war Chandler als Exekutivdirektor für die Church Federation of Greater Chicago tätig und arbeitete eng mit Martin Luther King in der Chicagoer Bürgerrechtsbewegung zusammen. 1965 nahm er auch am Bürgerrechtsmarsch von King teil, der bei Selma begann und bei Montgomery, Alabama endete. Er organisierte die 1964 stattfindenden Bürgerrechtsdemo am Soldier Field mit, wo King als Hauptredner auftrat.
Eine seiner ersten Aktionen in der Bürgerrechtsbewegung war ein „multirassischer Einmarsch“ am getrennten Rainbow Beach am Seeufer von Chicago. Im Jahr 1967 zog er mit seiner Familie in ein fast ausschließlich von Schwarzen bewohntes Viertel in der West Side von Chicago. Damit wollte er für das Fördern von Wohnungsgleichheit werben.
Er war während den 1960er außerordentlicher Dozent an der Chicago Theological Seminary, wo in einem seiner Seminare Jesse Jackson als Student teilnahm. Später wurde Jackson von Chandler bei der Church Federation of Greater Chicago eingestellt und beide wurden gute Freunde. Er „half wirklich, mich in die Bürgerrechtsbewegung zu bringen“, wird Jackson in einem Artikel der Valley News zitiert. „Er half mir, mich einzustellen, als ich kein Geld hatte, und unterstützte meine Familie“.
Über sein Wirken äußerte sich auch John Egan, ein katholischer Pfarrer an der Chicagoer Presentation Church während der 1960er Jahre. In einem Artikel über Chandler in den Valley News of Lebanon schrieb er:

„"Es gab keinen religiösen Führer in Chicago, der mehr dazu beigetragen hat, den Menschen in Chicago ein Verständnis für die Bürgerrechtsbewegung zu vermitteln, als Ed Chandler".“